# The Beauty
Pour les articles homonymes, voir Beauty.
The Beauty est une série télévisée américaine dramatique horrifique créée par Ryan Murphy et Matthew Hodgson et dont la diffusion est prévue courant 2025 sur la chaîne américaine câblée FX.
Pour les pays francophones, elle sera accessible sur la plateforme Disney+. La série sera composée de 11 épisodes.

## Distribution
- Evan Peters
- Anthony Ramos
- Jeremy Pope
- Ashton Kutcher
- Rebecca Hall
- Bella Hadid

## Production

### Développement
Le 1er octobre 2024, la chaîne FX annonce avoir acquis les droits de diffusion de la nouvelle série de Ryan Murphy suite à son contrat d'exclusivité avec Walt Disney Television. Il s'agit d'une adaptation du roman de Jeremy Haun et Jason A. Hurley publié en 2016, «The Beauty».
Le scénariste Matthew Hodgson est annoncé en tant que cocréateur et producteur de la série ainsi qu'Evan Peters, Jeremy Pope, Anthony Ramos, Alexis Martin Woodall, Eric Kovtun et Scott Robertson qui seront les producteurs exécutifs.

### Attribution des rôles
Le 1er octobre 2024, FX annonce qu'Evan Peters (ayant déjà travaillé à plusieurs reprise avec Ryan Murphy dans American Horror Story, Dahmer – Monstre : L'histoire de Jeffrey Dahmer et Pose) jouera le rôle principal. Il sera accompagné d'Anthony Ramos, Ashton Kutcher et Jeremy Pope.
Le 12 décembre 2024, le site Deadline Hollywood annonce l'arrivée de Rebecca Hall dans un rôle principal.

### Tournage
Le tournage a commencé depuis le mois de novembre 2024 au États-Unis à New York[réf. nécessaire].
En mars 2025, la production se poursuit cette fois-ci en Europe à Rome et Venise[réf. nécessaire].

## Épisodes
Cette série sera composée de 11 épisodes[réf. nécessaire].